# Podjuchy
Podjuchy (do 1945 niem. Podejuch) – część miasta i osiedle administracyjne Szczecina, będące jednostką pomocniczą miasta. Przejściowo, w latach 1945–1948, samodzielne miasto.
Położone w rejonie Prawobrzeża, pomiędzy Regalicą, Zdrojami, Żydowcami a autostradą A6, przy drodze krajowej nr 31 i torach linii kolejowej Szczecin – Gryfino – Kostrzyn nad Odrą – Rzepin – Zielona Góra – Wrocław.
11 września 2016 w osiedlu na pobyt stały zameldowanych było 8606 osób.

## Historia

### Wczesne osadnictwo człowieka
Pierwsze ślady pobytu człowieka na tym terenie pochodzą z mezolitu. Osadnictwo na większą skalę rozpoczęło się dopiero w neolicie (młodszej epoce kamienia). Osiedlała się tu ludność kultury ceramiki wstęgowej i kultury pucharów lejkowatych. Dość silne ślady penetracji tych terenów pochodzą z okresu kultury przedłużyckiej i łużyckiej.

### Okres od średniowiecza do XVIII wieku
Pierwsze wzmianki pisane o Podjuchach pojawiły się w roku 1226 i 1307 w dyplomatariuszu pomorskim jako osiedle, potem jako wieś. W 1334 r. miasto Szczecin weszło w posiadanie Podjuch, następnie w 1517 r. przeszły na własność Szpitala Św. Ducha. Wieś liczyła wtedy 35 domów. Mieszkańcy składali daninę na rzecz dworu książęcego w pieniądzach, kurach, a w zimie zobowiązani byli do dostarczania 12 fur drewna. Osada rozwijała się między wzgórzami morenowymi, zwanych „Górami Bukowymi” a doliną Regalicy. Rzeka ta często wylewała. Pola uprawne znajdowały się na wzgórzach, a jakość tutejszych gleb pozwalała na uprawę żyta, pszenicy, fasoli, lnu oraz koniczyny, a od połowy XIX wieku buraka cukrowego. Musiała też tu występować uprawa chmielu, który był dostarczany jako danina na dwór książęcy. W okolicy występowało dużo łąk, które dawały średnio dwa pokosy w roku, przez co istniała dobrze rozwinięta hodowla bydła oraz trzody chlewnej. Oprócz rolnictwa, rozwijało się też rybołówstwo oraz rzemiosło. Miejscowi rzemieślnicy produkowali dla lokalnego rynku, świadcząc usługi piekarnicze, szewskie i krawieckie. We wsi, blisko Regalicy, powstało kilka młynów, które zakończyły swą działalność wraz z obniżeniem się poziomu wody w rzece. Król pruski Fryderyk II podjął decyzję o założeniu hodowli jedwabników. Początkowo Podjuchy były posiadłością książęcą, jednak później w części przekazane zostały jako uposażenie dla klasztoru św. Jana. Potem klasztor przejął całą wieś, która znajdowała się w jego posiadaniu do roku 1791. Po tej dacie wieś została podporządkowana Kamerze Państwowej.

### Wiek XIX
W drugiej połowie XIX w. odłączono od Podjuch Zdroje oraz wiele innych parcel, które potem przeznaczono na zakładanie nowych osiedli. Wtedy Podjuchy stały się samodzielną gminą wiejską. Ludność żyła głównie z rolnictwa oraz hodowli. Mieszkali tu też rybacy, których w 1833 było 31 rodzin. We wsi znajdowały się dwa wiatraki i młyn wodny. Pierwsze połączenie pocztowe uzyskała wieś w 1851 roku. W roku 1854 uprawiano 2642 morgi ziemi. W 1858 Podjuchy liczyły 1052 mieszkańców.

### Rozwój przemysłu
16 kwietnia 1834 r. Francuz Friedrich Ferdinand Didier założył jedną z pierwszych w Prusach fabryk wyrobów ogniotrwałych – Chamottefabrik F. Didier in Podejuch, która opierała się na miejscowych surowcach. Wytwarzano w niej zaprawę garncarską, kamienie ogniotrwałe, cegły szamotowe i retorty dla gazowni. W 1847 powstał zakład narzędzi gazowych, a w roku 1864 uruchomiono wapienniki. Było czynnych kilka kopalni. Pierw były one odkrywkowe. Potem jednak zakładano szyby, z których wypłukiwano margiel z wodą. Surowy margiel wypalano potem w wapiennikach. Uruchomiono też cegielnie. W 1864 r. wypalano 8–10 tys. sztuk cegieł rocznie. Zatrudniała ona 40 robotników, a gotowe wyroby sprzedawano do Gdańska, Poznania, Szczecina, Stargardu, Warszawy, Poczdamu i Królewca. W 1864 r. odkryto podkłady torfu. Był on wykorzystywany w wapiennikach, potem w fabryce szamotu oraz eksportowano go do szczecińskich cukrowni. Eksploatowano też glinę, która występowała tu powszechnie ze żwirem kwarcowym oraz marglem. Sprzedawano ją jako surowiec oraz wykorzystywano na miejscu jako podstawowy komponent do produkcji cegły klinkierowej. Odbiorcami gotowych wyrobów oraz surowca była gospodarka Prus, innych państw niemieckich oraz Królestwo Polskie. Od 1865 roku siedzibą firmy był Szczecin. W latach 1891–1932 funkcjonowała jako spółka akcyjna Stettiner Chamotte-Fabrik AG, „vormals Didier” od 1925 roku z siedzibą w Berlinie. Od 16 sierpnia 1937 nosiła nazwę Didier-Werke AG. W 1946 roku reaktywowana w Wiesbaden, gdzie funkcjonowała do wchłonięcia przez austriackie RHI AG w 1995 roku.

### Wiek XX
Na przełomie XIX i XX w. następowało zanikanie rolnictwa. W 1894 było tylko 10 zagród chłopskich. Było to spowodowane wypłukiwaniem gleby przez nieregulowane cieki wodne i strumienie, odkryciem złóż torfu, krzemu, gliny, oraz tym, że mieszkańcy znajdowali zatrudnienie w zakładach przemysłowych i składach drewna na drugim brzegu Odry. W latach trzydziestych Podjuchy osiągnęły szczyt swego rozwoju. Realizowano wtedy na terenie Podjuch wielkie inwestycje rządowe: koszary oraz odcinek autostrady mającej połączyć Rzeszę z Prusami Wschodnimi. Powstawały też w tym czasie droga oraz połączenie kolejowe łączące Podjuchy z centrum Szczecina. To ostatnie przedsięwzięcie wymagało budowy mostów – drogowego i kolejowego – na Regalicy i Odrze Zachodniej. Na dużą skalę rozwinęło się budownictwo mieszkalne. Były tu dwie szkoły, ratusz (siedziba władz gminnych) i kościół (jako filia kościoła w Chlebowie). W roku 1939 liczba ludności wynosiła około 9200 osób, w przeważającej mierze (8 321) ewangelików. Podjuchy, podobnie jak większość prawobrzeżnych osiedli, włączone zostały w 1939 r. w granice tzw. Wielkiego Szczecina. W 1945 z powodu ciężkich walk o prawobrzeże Szczecina, zabudowa mieszkalna doznała dużych zniszczeń. Zniszczono centrum dzielnicy, fabrykę wyrobów szamotowych, dworzec kolejowy, oraz mosty na Odrze Zachodniej i Regalicy, co łączyło się z odcięciem Prawobrzeża od centrum Szczecina. W związku z tym Podjuchy (jak i wszystkie osiedla obecnego Prawobrzeża) przyłączono do ówczesnego powiatu gryfińskiego i przekształcono w samodzielne miasto (liczące w lutym 1946 roku zaledwie 511 mieszkańców). Rozwój osiedla oraz akcja osiedleńcza była początkowo znacznie hamowana ze względu na zniszczenia, brak bezpieczeństwa oraz trudności komunikacyjne. Dopiero ożywienie nastąpiło po odbudowaniu mostów i przyłączeniu w 1948 tych terenów do miasta.
W latach 50. rozwój Podjuch był bardzo powolny. Trwało odgruzowywanie oraz wyburzanie starej i wysłużonej zabudowy. Nowych domów w ogóle nie wznoszono. Dopiero pod koniec lat 50., kiedy to nastąpiła rozbudowa fabryki sztucznego jedwabiu w Żydowcach, wybudowano kilka bloków przy ulicy Krzemiennej. W latach 60. nastąpiło ożywienie budownictwa indywidualnego, które trwa do dziś.
Obecnie Podjuchy dzielą się na dwie części. Część w kierunku zachodnim od Regalicy to dawna wieś średniowieczna, której centrum stanowi Plac Wolności. Niewiele zostało z dawnej zabudowy. Druga część to zabudowania willowe z okresu międzywojennego oraz współczesna zabudowa, na stokach Gór Bukowych. Do osiedla zalicza się też część zwana Widok, położona przy granicy Parku Leśnego Zdroje, który podobnie jak lasy położone w południowo-wschodniej części Podjuch są częścią Szczecińskiego Parku Krajobrazowego i Puszczy Bukowej. Podjuchy to przede wszystkim osiedle typu willowego, choć także i koszary wojskowe. Główna droga to ciąg ulic Granitowa – Metalowa. Do Podjuch prowadzi także ul. Floriana Krygiera przez południowe Międzyodrze do południowo-zachodnich granic Szczecina. Komunikację z innymi osiedlami zapewnia 5 linii autobusowych oraz kolej (stacja „Szczecin Podjuchy”).

### Przynależność administracyjna Podjuch
- 1816–1939 powiat Randow
- 1939–1945 Wielkie Miasto Szczecin
- 1945–1948 powiat gryfiński
- 1948-teraz Szczecin

## Samorząd mieszkańców
Rada Osiedla Podjuchy liczy 15 członków. Samorząd osiedla Podjuchy został ustanowiony w 1990 roku.

## Zobacz też

Galeria zdjęć
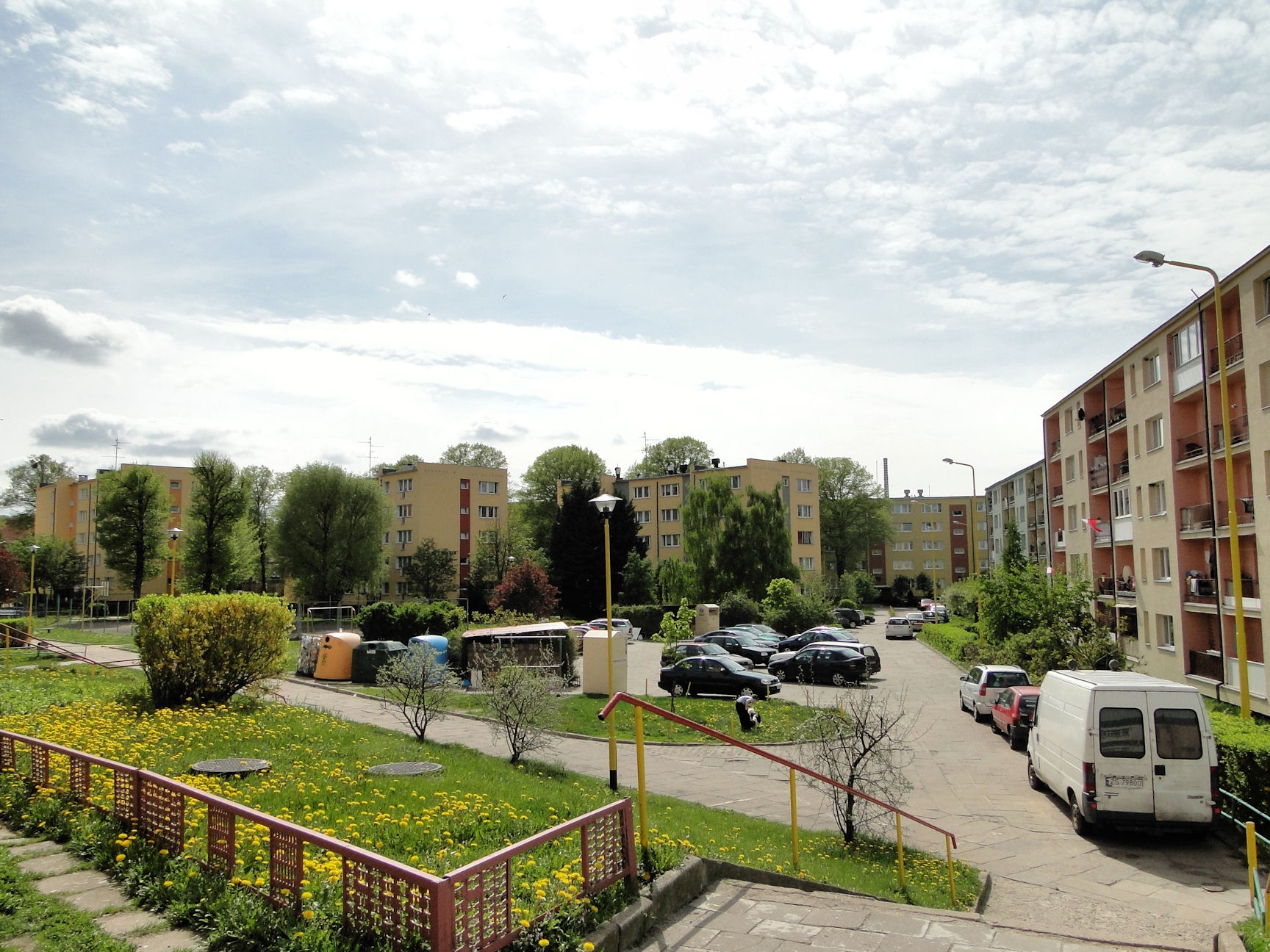
Osiedle S.M. „Dąb”
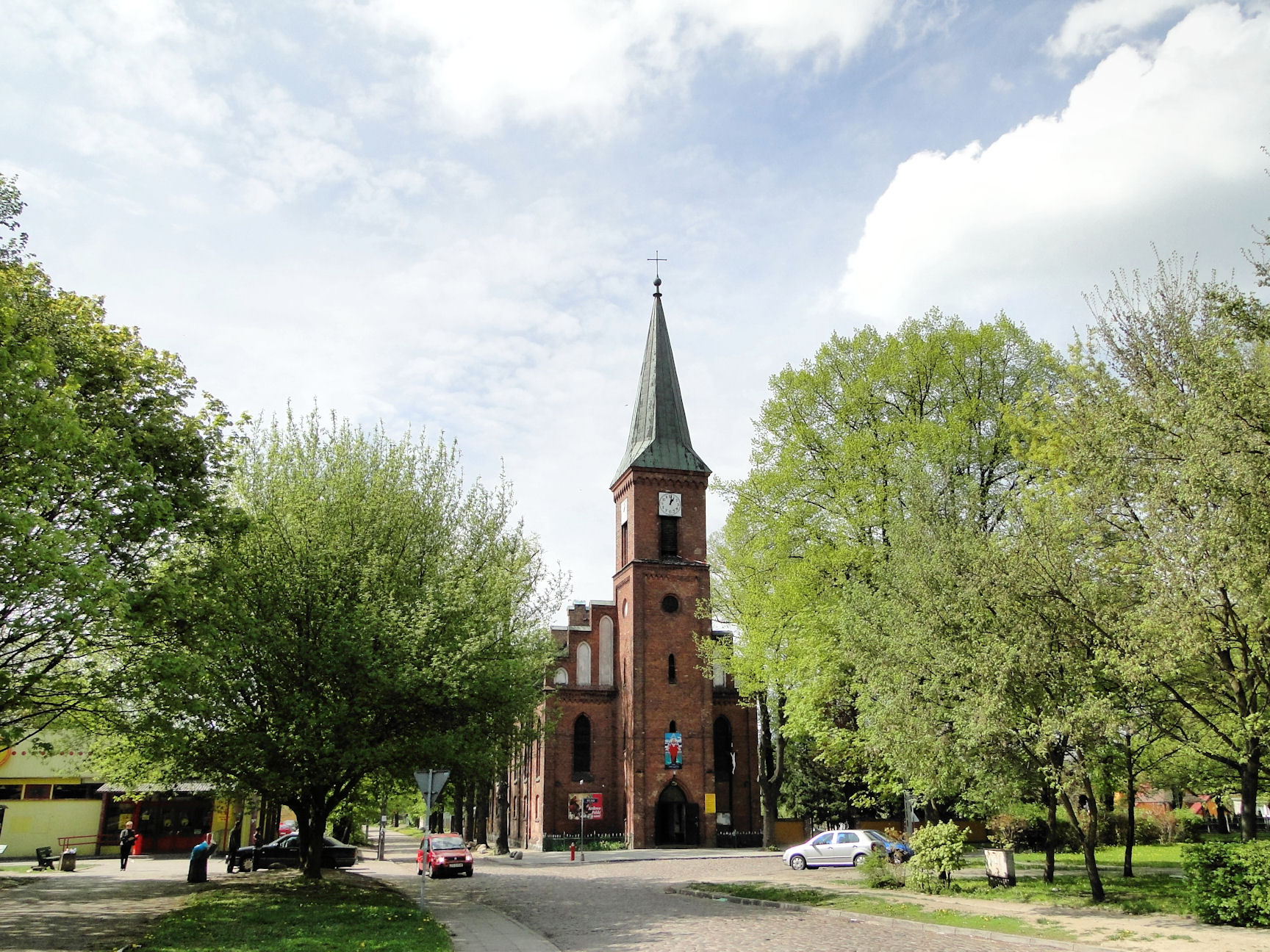
Plac Wolności z kościołem św. Apostołów Piotra i Pawła
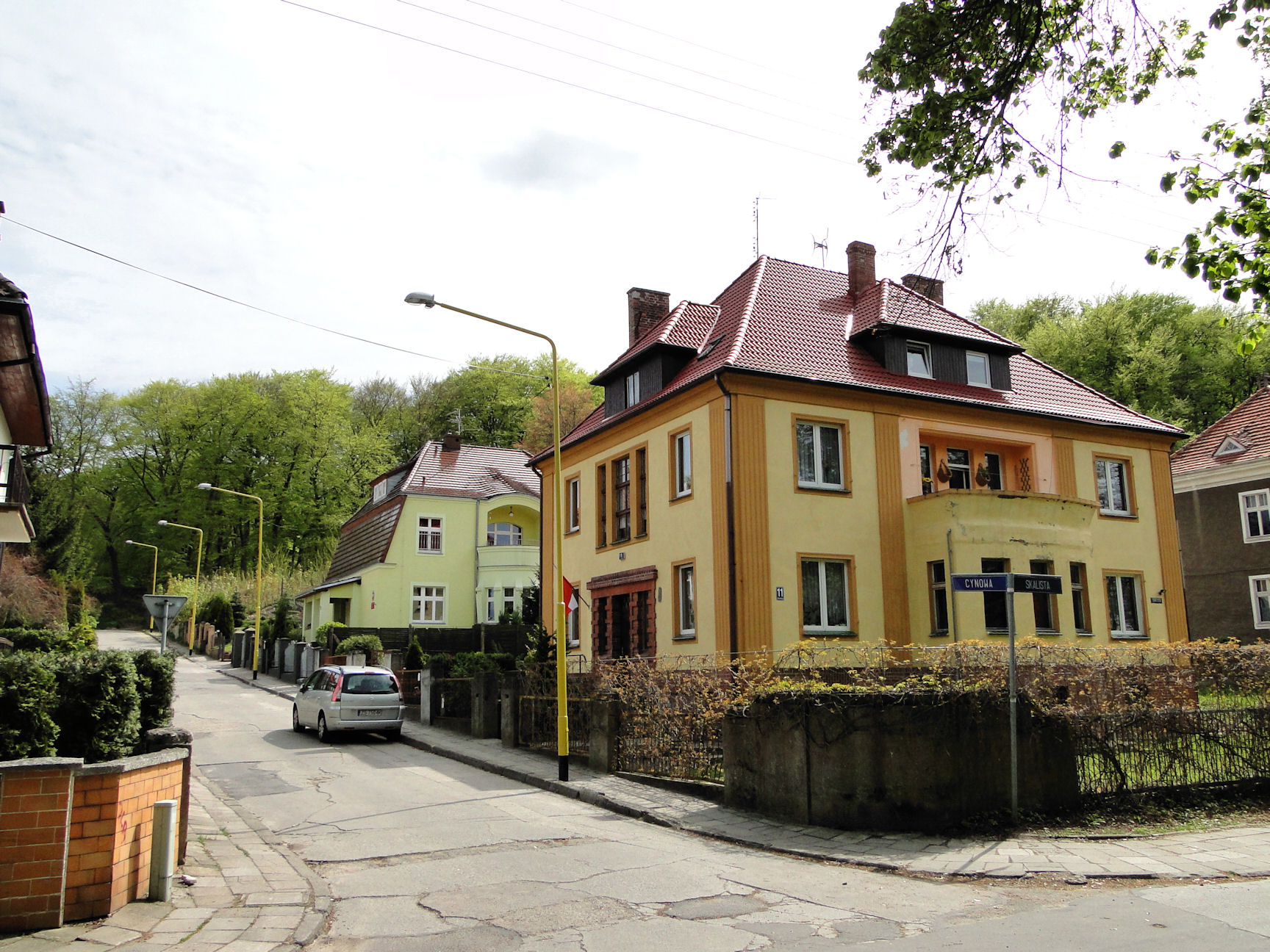
Ul. Cynowa – w tle Puszcza Bukowa
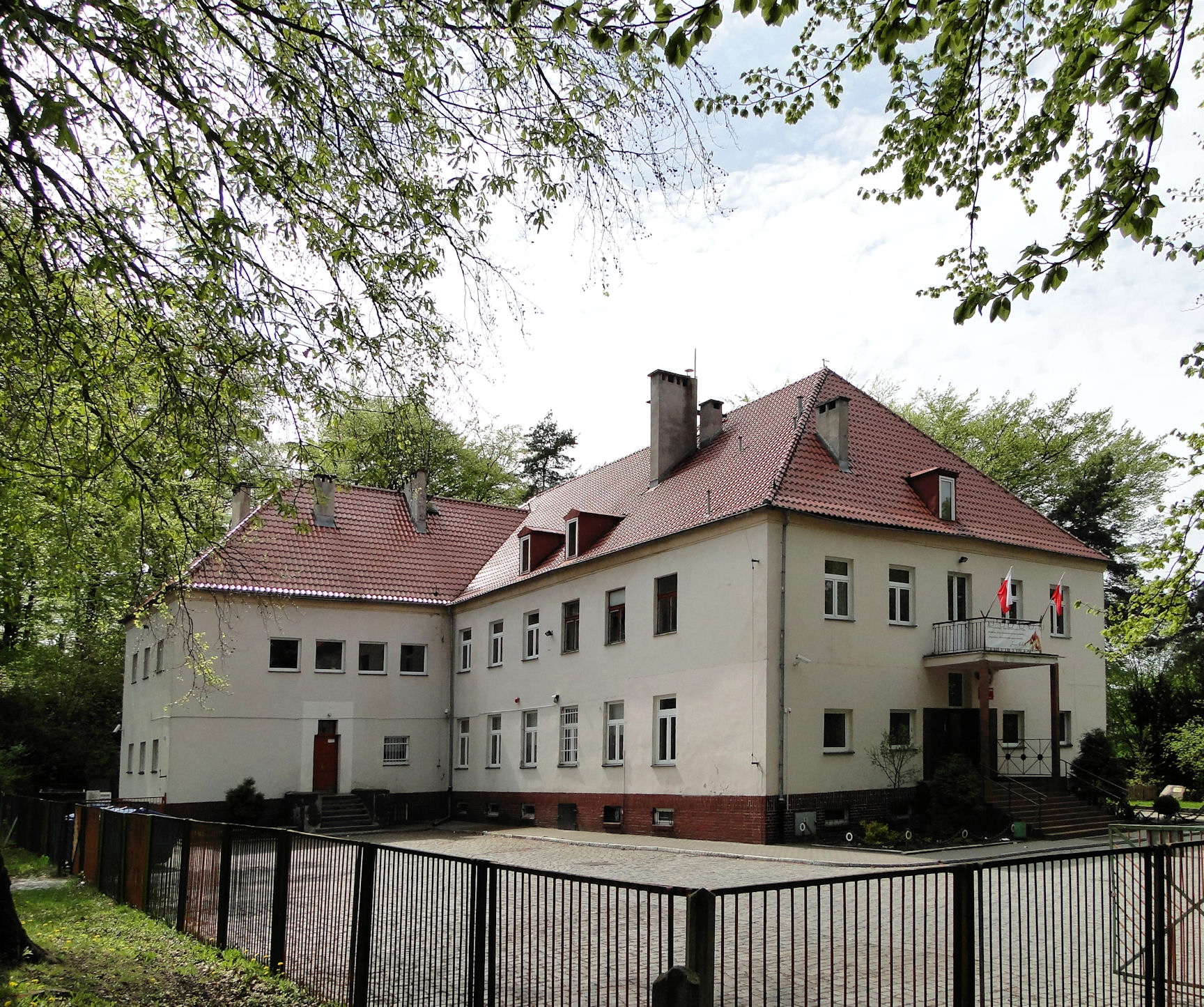
Szkoła przy ul Skalistej (dawne kasyno)
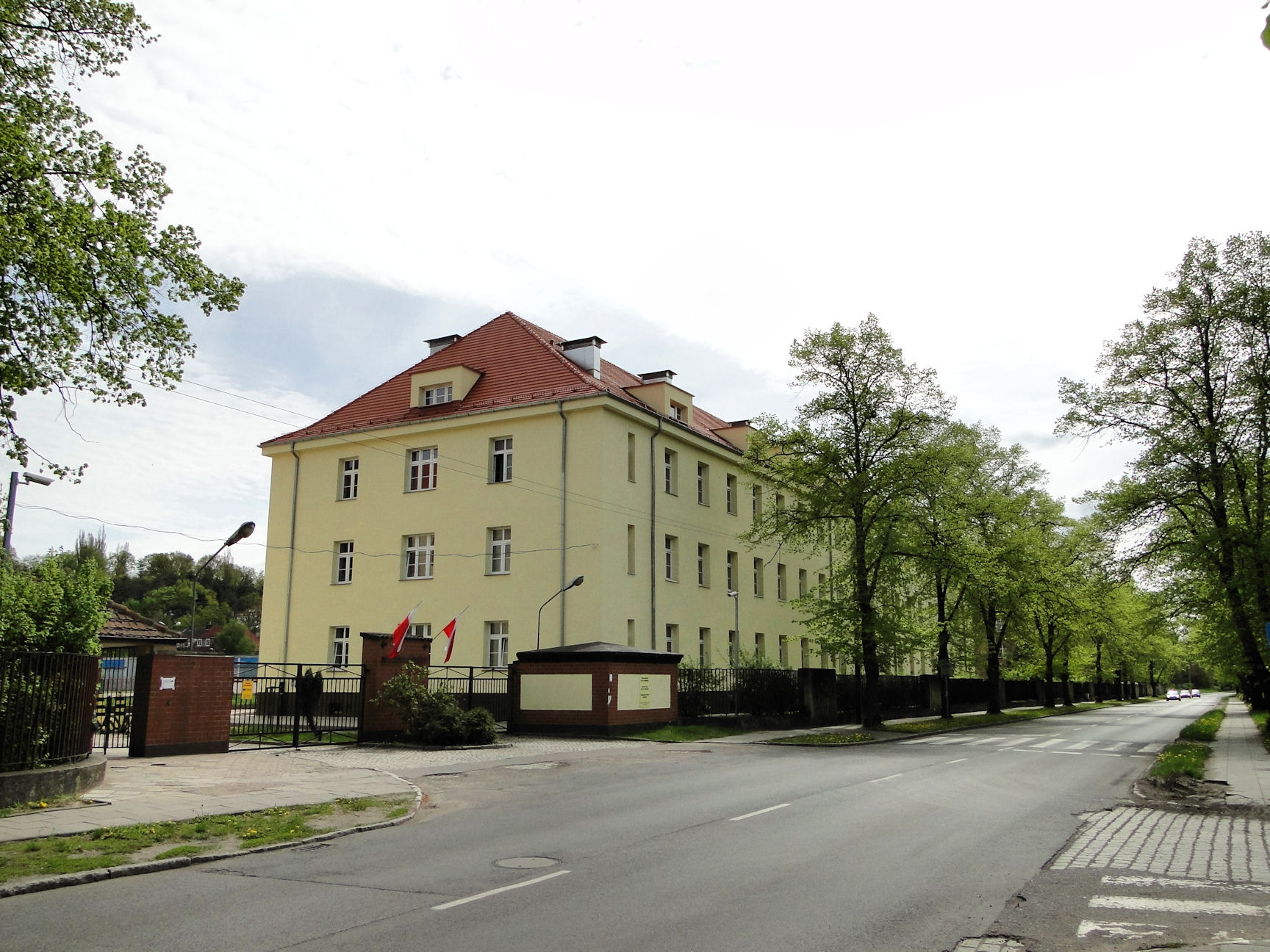
Koszary przy ul. Metalowej
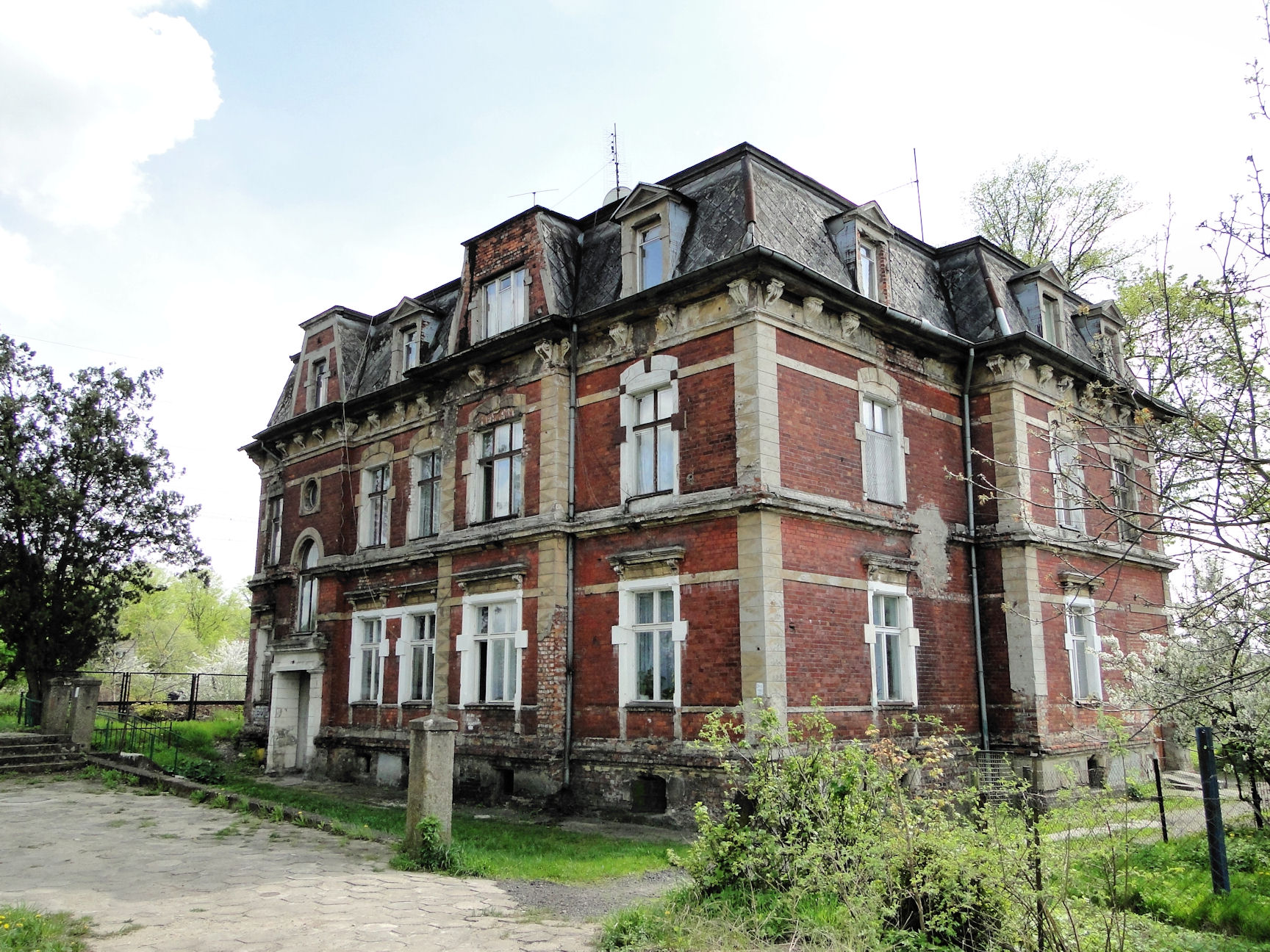
Dom przy ul. Niklowej
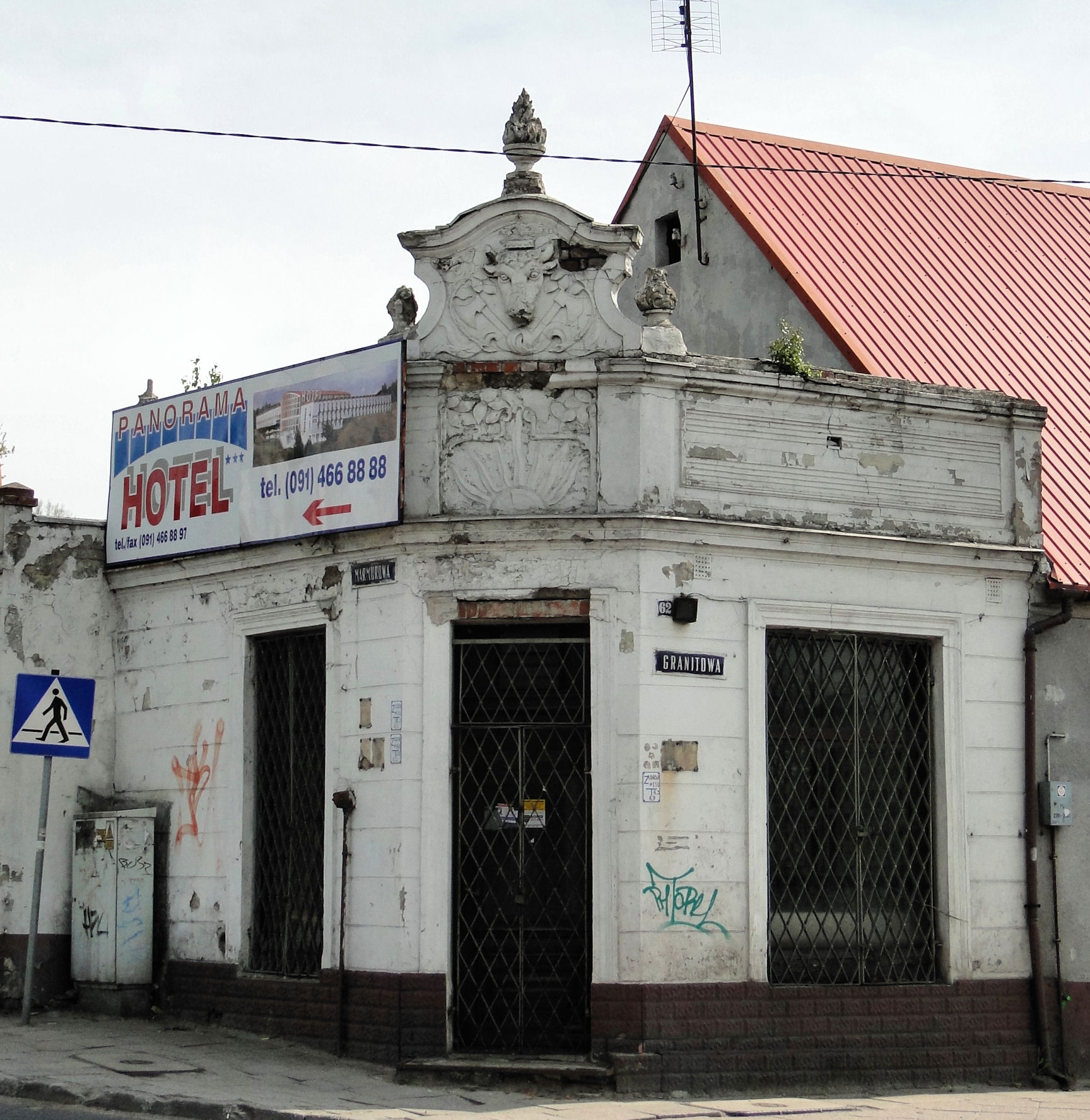
Lokal z ozdobną attyką
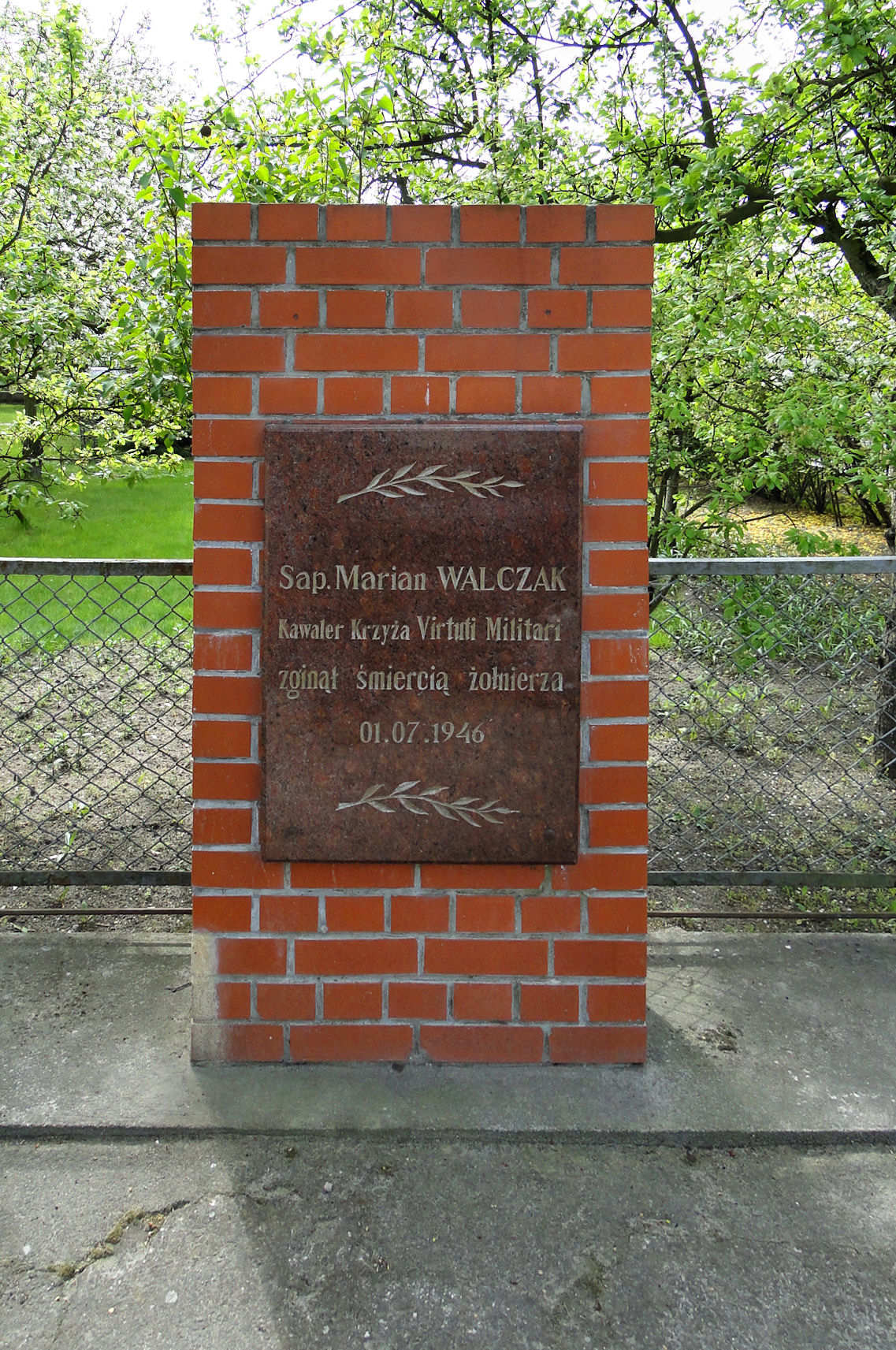
Pomnik Mariana Walczaka
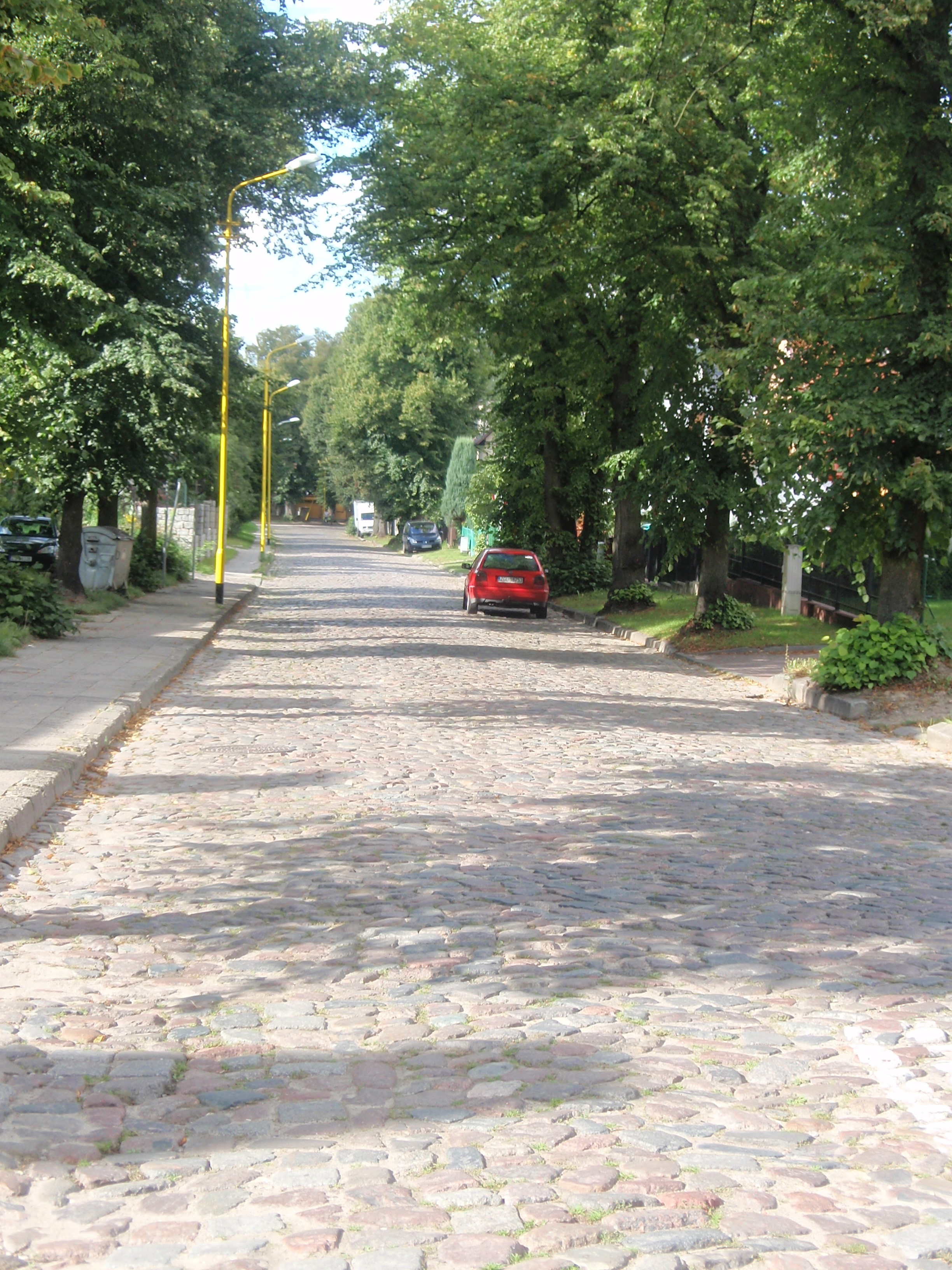
Podjuchy – ul. Smocza
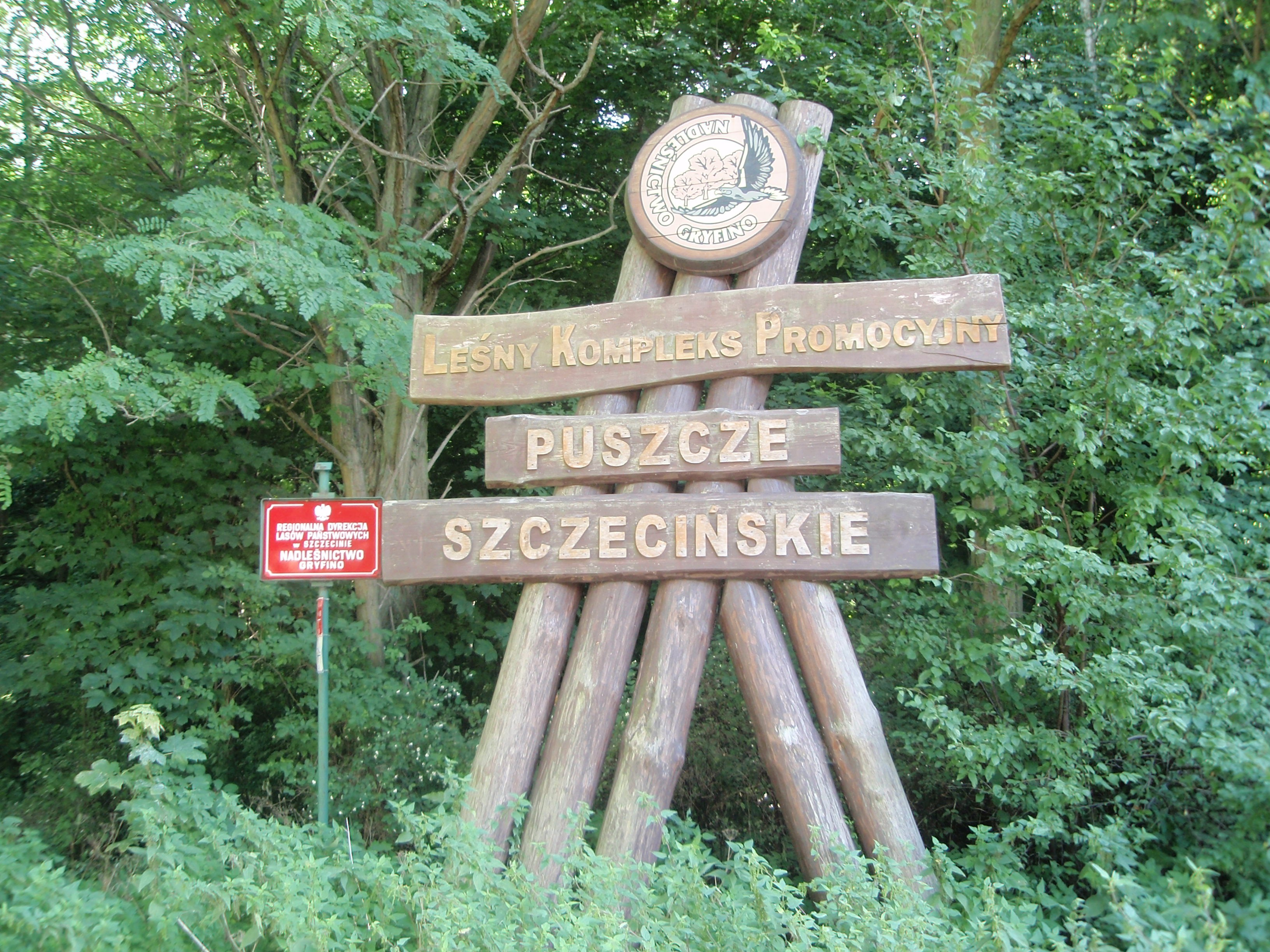
Podjuchy – kompleks leśny
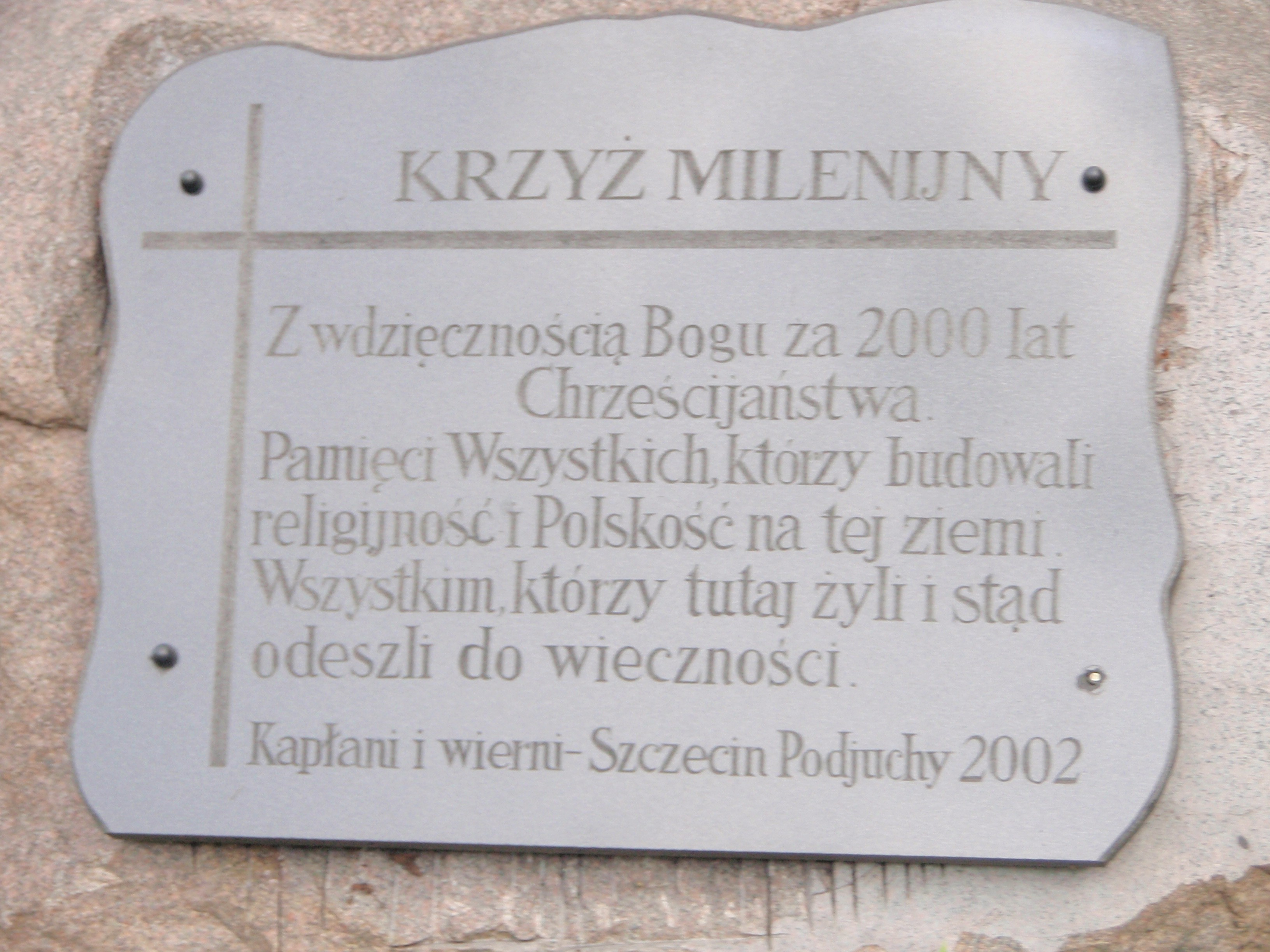
Tablica pod krzyżem milenijnym
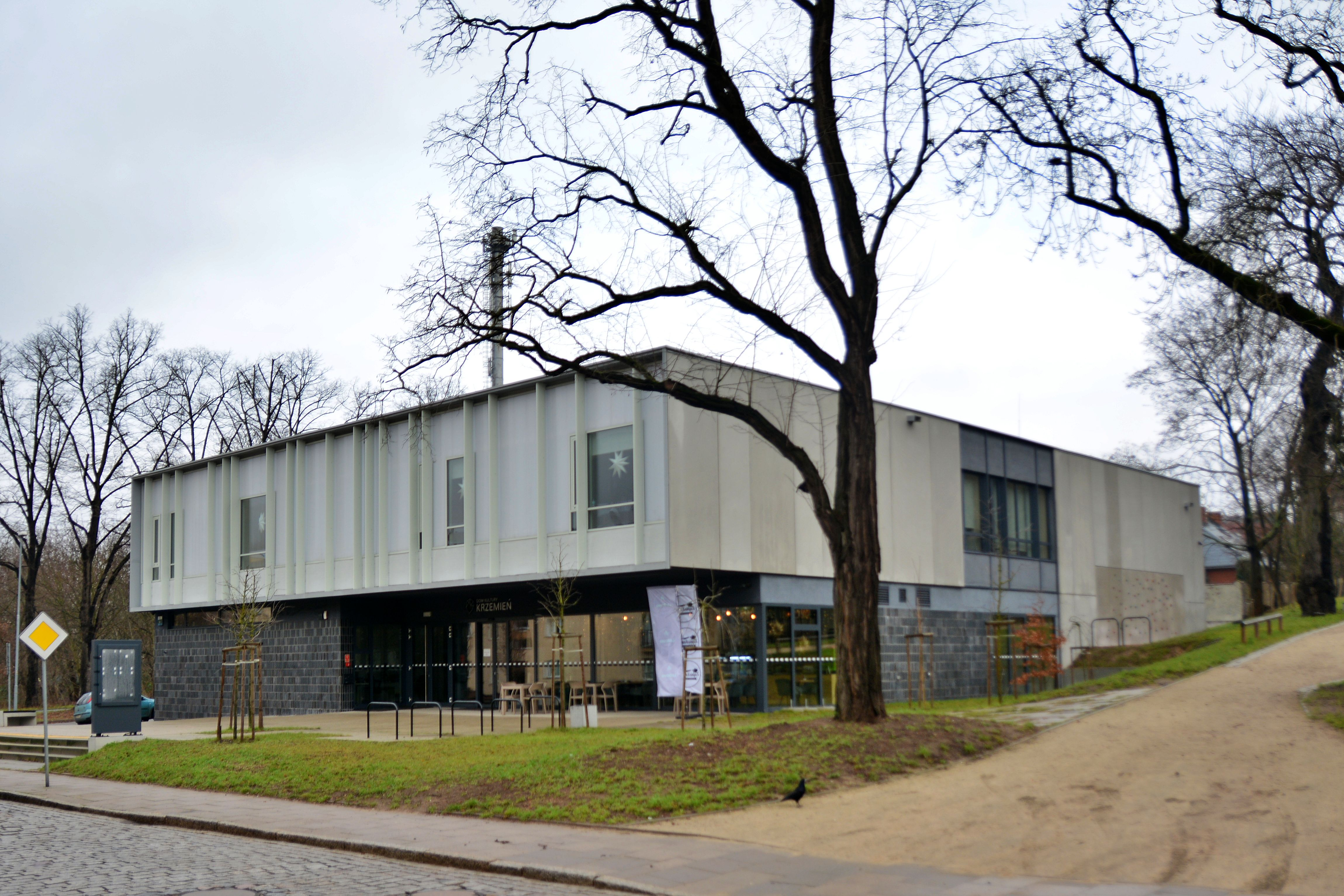
Dom Kultury "Krzemień"

### Dane statystyczne z wyborów do rady osiedla od 2003
| Data       | Liczba uprawnionych | Frekwencja |
| ---------- | ------------------- | ---------- |
| 13.04.2003 | 7 477               | 5,82%      |
| 20.05.2007 | 7 431               | 6,67%      |
| 22.05.2011 | 7 441               | 3,92%      |